# Request for Comments
Los 'Request for Comments', más conocidos por sus siglas RFC, son una serie de publicaciones del grupo de trabajo de ingeniería de internet que describen diversos aspectos del funcionamiento de Internet y otras redes de computadoras, como protocolos, procedimientos, etc. y comentarios e ideas sobre estos. Cada 'RFC' constituye un monográfico o memorando que ingenieros o expertos en la materia han hecho llegar al IETF, el consorcio de colaboración técnica más importante en Internet, para que este sea valorado por el resto de la comunidad. De hecho, la traducción literal de RFC al español es "Petición de comentarios".
Estas publicaciones se remontan a 1969, cuando Steve Crocker inventó un sistema eficaz de hacer llegar las propuestas técnicas al resto de grupos de trabajo que experimentaban con ARPANET, la precursora de Internet.
Los protocolos más importantes de Internet están definidos por RFC, como el protocolo IP detallado en el RFC 791, el FTP en el RFC 959, o el HTTP —escrito por Tim Berners-Lee et al.— en el RFC 2616 (entre otros).

## Características
Cada RFC tiene un título y un número asignado, que no puede repetirse ni eliminarse aunque el documento se quede obsoleto.
Existen varias categorías, pudiendo ser informativos (cuando se trata simplemente de valorar por ejemplo la implantación de un protocolo), propuestas de estándares nuevos, o históricos (cuando quedan obsoletos por versiones más modernas del protocolo que describen).
Las RFC se redactan en inglés según una estructura específica y en formato de texto ASCII.
Antes de que un documento tenga la consideración de RFC, debe seguir un proceso muy estricto para asegurar su calidad y coherencia. Cuando lo consigue, prácticamente ya es un protocolo formal al que probablemente se interpondrán pocas objeciones, por lo que el sentido de su nombre como petición de comentarios ha quedado prácticamente obsoleto, dado que las críticas y sugerencias se producen en las fases anteriores. De todos modos, el nombre de RFC se mantiene por razones históricas.

## Estado
El Internet Architecture Board (IAB), un comité del IETF, mantiene una lista de RFCs que describen la familia de protocolos. Clasifica su estado de dos formas independientes:

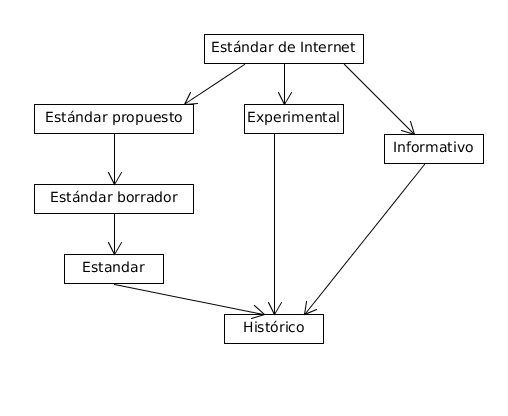
Pasos de una especificación para convertirse en estándar (RFC 2026)

- La primera establece el grado de madurez de la especificación y la propuesta puede ser considerada respecto a ella como:
  - Estándar (en inglés standard).- Es una norma
  - Estándar borrador (en inglés draft standard).- El IAB está considerando activamente este protocolo como un posible protocolo estándar. Existe una posibilidad que cambie, esos cambios serán hechos en un borrador del protocolo antes de liberarlos como estándar.
  - Estándar propuesto (en inglés proposed standard).- Es una propuesta que debe considerar el IAB para su estandarización en el futuro. Es probable la revisión del protocolo
  - Experimental (en inglés experimental).- Es una especificación experimental que no debería implementarse a no ser que esté participando en el experimento y ha coordinado su uso del protocolo con el desarrollador del protocolo.
  - Informativo (en inglés informational).- Los protocolo desarrollados por otras organizaciones o que en general que están fuera del alcance del IAB deben publicarse como RFCs por conveniencia de la comunidad de Internet como protocolos informativos. Este tipo de protocolos pueden en algunos casos también estar recomendados para su uso en Internet por IAB.
  - Histórico (en inglés historic).- Es poco probable que pasen a ser estándares en Internet porque los han reemplazado los desarrolladores más tarde o por falta de interés

- La segunda forma de clasificación define el grado de cumplimiento necesario de la norma dentro de Internet
  - Requerido (en inglés required).- Es de cumplimiento obligado. Por ejemplo, el RFC del protocolo IP
  - Recomendado (en inglés reconmmended).- Aquellas que, si no son cumplidas, no impiden la conexión a Internet, pero afectan de manera importante a la prestación y acceso a los servicios. La noción general es que si se va a hacer algo como esto debería hacer exactamente esto. Por ejemplo, el RFC de TCP
  - Electivo (en inglés elective).- Aquellas que, aunque no son entendidas como de aplicación general, sí son necesarias para un cierto servicio concreto. Por ejemplo, la de SMTP para acceder al correo electrónico
  - Uso limitado (en inglés limited use).- Está para usar en circunstancias limitadas. Esto puede ser debido a su estado experimental, naturaleza específica, funcionalidad limitada o estado histórico.
  - No recomendado (en inglés not recommeded).- Aquellas que no se recomiendan para uso general. Esto puede ser debido a su funcionalidad limitada, naturaleza específica o estado experimental o histórico.